# Baltic Cup 1940
Der Baltic Cup 1940 war die insgesamt 11. Austragung des Turniers der Baltischen Länder, dem Baltic Cup seit deren Erstaustragung im Jahr 1928. aber schon unter Annektierung durch die Sowjetunion. Das Turnier der Auswahlen der nunmehrigen Sowjetrepubliken fand zwischen dem 6. und 8. September 1940 in Lettland statt. Ausgetragen wurden die Spiele in Riga. Die Letten gewannen den 6. Titel. Es war die zugleich die letzte Ausspielung des Wettbewerbs vor Ende des Zweiten Weltkriegs.

## Gesamtübersicht
Tabelle nach Zwei-Punkte-Regel.
| Pl. | Land           | Sp. | S | U | N | Tore    | Diff. | Punkte |
| --- | -------------- | --- | - | - | - | ------- | ----- | ------ |
| 1.  | Lettische SSR  | 2   | 1 | 1 | 0 | 003:200 | +1    | 03     |
| 2.  | Estnische SSR  | 2   | 0 | 2 | 0 | 003:300 | ±0    | 02     |
| 3.  | Litauische SSR | 2   | 0 | 1 | 1 | 001:200 | −1    | 01     |

|                           |   |                |     |
| 6. September 1940 in Riga |   |                |     |
| Lettische SSR             | – | Litauische SSR | 1:0 |
| 7. September 1940 in Riga |   |                |     |
| Litauische SSR            | – | Estnische SSR  | 1:1 |
| 8. September 1940 in Riga |   |                |     |
| Lettische SSR             | – | Estnische SSR  | 2:2 |